# The Umbrella Academy (TV-serie)
The Umbrella Academy är en amerikansk TV-serie som är baserad på den tecknade serien med samma namn skriven av Gerard Way. Skaparen av TV-serien är Steve Blackman. Serien handlar om en dysfunktionell familj med sju adopterade syskon som är superhjältar och återförenas för att lösa mysteriet om sin fars död och hotet om en apokalyps.
Den första säsongen släpptes på Netflix den 15 februari 2019. I april 2019 rapporterade Netflix att 45 miljoner hushåll hade tittat på säsong ett under den första utgivningsmånaden. Samma månad förnyades serien för en andra säsong, som släpptes den 31 juli 2020. Båda säsongerna fick positiva recensioner från kritiker. I november 2020 förnyades serien för en tredje säsong som släpptes den 22 juni 2022. I augusti 2022 förnyades serien för en fjärde och sista säsong.

## Handling
Den 1 oktober 1989 födde 43 kvinnor runt om i världen barn samtidigt, trots att ingen av dem visade några tecken på graviditet tills värkarna började. Sju av barnen adopteras av den excentriska miljardären Sir Reginald Hargreeves och förvandlades till ett superhjälteteam som han kallar "The Umbrella Academy." Hargreeves ger barnen nummer snarare än namn, men de namnges så småningom av sin robotmor Grace som: Luther, Diego, Allison, Klaus, Nummer Fem (hans enda namn), Ben och Vanya.

## Rollista

### Huvudroller
- Elliot Page[1] som Vanya Hargreeves / Nummer Sju
- Tom Hopper som Luther Hargreeves / Nummer Ett
- David Castañeda som Diego Hargreeves / Nummer Två
- Emmy Raver-Lampman som Allison Hargreeves / Nummer Tre
- Robert Sheehan som Klaus Hargreeves / Nummer Fyra
- Aidan Gallagher som Nummer Fem
- Mary J. Blige som Cha-Cha (säsong 1)
- Cameron Britton som Hazel (säsong 1; gäst säsong 2)
- John Magaro som Leonard Peabody / Harold Jenkins (säsong 1)
- Adam Godley som Pogo 
  - Godley porträtterar också Pogo i den alternativa tidslinjen för säsong 3
- Colm Feore som Sir Reginald Hargreeves
- Justin H. Min som Ben Hargreeves / Nummer Sex (säsong 2;[9] återkommande roll säsong 1)
  - Min porträtterar också Ben Hargreeves / Sparrow Nummer Två (säsong 2–nu)
- Ritu Arya som Lila Pitts (säsong 2–nu)
- Yusuf Gatewood som Raymond Chestnut (säsong 2; återkommande säsong 3)
- Marin Ireland som Sissy Cooper (säsong 2; gäst säsong 3)
- Kate Walsh som The Handler (säsong 2; återkommande roll säsong 1; speciell gäst säsong 3)
- Génesis Rodríguez som Sloane Hargreeves / Sparrow Nummer Fem (säsong 3)[10]
- Britne Oldford som Fei Hargreeves / Sparrow Nummer Tre (säsong 3)[10]

### Återkommande roller
- Sheila McCarthy som Agnes Rofa (säsong 1)
- Jordan Claire Robbins som Grace Hargreeves / Mamma
- Ashley Madekwe som poliskommissarie Eudora Patch (säsong 1)
- Peter Outerbridge som The Conductor (säsong 1)
- Rainbow Sun Francks som Detektiv Chuck Beaman (säsong 1)
- Kevin Rankin som Elliott (säsong 2)
- John Kapelos som Jack Ruby (säsong 2)
- Kris Holden-Ried som Axel (säsong 2)
- Justin Paul Kelly (säsong 2; gäst säsong 3) och Callum Keith Rennie (säsong 3) som Harlan Cooper / Lester Pocket
- Dov Tiefenbach som Keechie (säsong 2)
- Robin Atkin Downes som AJ Carmichael (säsong 2)
- Justin Cornwell som Marcus Hargreeves / Sparrow Nummer Ett (säsong 3)[10]
- Jake Epstein som Alphonso Hargreeves / Sparrow Nummer Fyra (säsong 3)[10]
- Cazzie David som Jayme Hargreeves / Sparrow Nummer Sex (säsong 3)[10]
- Javon "Wanna" Walton som Stanley "Stan" (säsong 3)
- Julian Richings som Chet Rodo (säsong 3)

## Produktion

### Utveckling
Den 7 juli 2015 tillkännagavs det att The Umbrella Academy skulle utvecklas till en TV-serie snarare än en originalfilm, producerad av Universal Cable Productions. Den 11 juli 2017 tillkännagavs det officiellt att Netflix hade gett klartecken om en live-action-anpassning av The Umbrella Academy med premiär 2019, med Gerard Way och Gabriel Bá som verkställande producenter. Den första säsongen av The Umbrella Academy släpptes på Netflix den 15 februari 2019.
Den 2 april 2019 förnyades serien för en andra säsong, som släpptes den 31 juli 2020. Den 10 november 2020 förnyade Netflix serien för en tredje säsong.

### Rollbesättning
Den 9 november 2017 bekräftade Netflix att Elliot Page hade rollbesatts och att han skulle spela Vanya Hargreeves. Den 30 november 2017 avslöjades det att Tom Hopper, David Castañeda, Emmy Raver-Lampman, Robert Sheehan och Aidan Gallagher rollbesattes som resten av syskonen.

## Mottagande

### Tittare
Den 16 april 2019 meddelade Netflix att serien hade setts av över 45 miljoner tittare på Netflix inom den första månaden av utgivningen. Det var den tredje mest populära TV-serien på Netflix 2019.

### Kritisk mottagning
På Rotten Tomatoes är 75 % av 88 recensioner positiva till första säsongen, med ett genomsnittligt betyg på 7,2 av 10. Metacritic, som använder ett medelvärde, tilldelade säsong ett 61 av 100 poäng baserat på 22 kritiker, vilket indikerar "generellt gynnsamma recensioner".
Vissa kritiker påpekade likheter mellan The Umbrella Academy, Doom Patrol och X-Men-serien, både positivt och negativt.
För andra säsongen identifierade Rotten Tomatoes 90 % av 83 recensioner som positiva, med ett genomsnittligt betyg på 7,87 av 10. På Metacritic fick den andra säsongen ett medelvärde på 67 av 100 poäng från 12 kritiker, vilket innebär "generellt gynnsamma recensioner".